# Serce znów bije
Serce znów bije także jako Zakochać się w niewinności (kor. 순정에 반하다, Sunjeonge banhada, ang. Falling for Innocence) – szesnastoodcinkowy południowokoreański serial telewizyjny z 2015 roku. Główne role odgrywają w nim Jung Kyung-ho, Kim So-yeon oraz Yoon Hyun-min. Serial był emitowany na antenie jTBC od 3 kwietnia do 23 maja 2015 roku w piątki i soboty o 21:45.
Serial jest dostępny z napisami w języku polskim za pośrednictwem platformy Netflix pod tytułem Serce znów bije, a także za pośrednictwem platformy Viki, pod tytułem Zakochać się w niewinności

## Fabuła
Kang Min-ho był dziedzicem rodzinnego biznesu, który spodziewał się przejąć w przyszłości. Jednak gdy jego ojciec niespodziewanie umiera, stryj, Kang Hyun-chul, podstępnie przejmuje rodzinną firmę, pozbawiając Min-ho spuścizny. Przez lata Min-ho żywi urazę do osób zamieszanych w ów podstęp – nie tylko swojego stryja, ale także sekretarza swojego ojca, a nawet jego córki, Kim Soon-jung, która przejmuje stanowisko po swoim ojcu. Bywa nieprzyjemny i złośliwy, planuje zniszczenie firmy, którą przejął stryj.
Kim Soon-jung poza pracą próbuje ułożyć sobie życie, planując razem ze swoim narzeczonym, policjantem Ma Dong-wookiem, ślub i założenie rodziny. Jednakże jej narzeczony ginie w niejasnych okolicznościach.
Ponadto Kang Min-ho ma chore serce i pilnie potrzebuje przeszczepu, jednak szanse na jego otrzymanie są bardzo niewielkie. Łut szczęścia sprawia jednak, że dawca się znajduje – zostaje mu przeszczepione serce Ma Dong-wooka. Wkrótce, nieświadomie, zaczyna przejawiać pewne cechy poprzedniego właściciela serca.

## Obsada
- Jung Kyung-ho jako Kang Min-ho
- Kim So-yeon jako Kim Soon-jung, sekretarka
- Yoon Hyun-min jako Lee Joon-hee, przyjaciel z dzieciństwa Soon-jung, który się w niej podkochuje, jednak przez swoje kompleksy związane z niskim pochodzeniem nie ma odwagi wyznać jej co czuje. Jest prawnikiem, pracuje w tej samej firmie co Soon-jung.
- Jin Goo jako Ma Dong-wook, narzeczony Soon-jung, policjant.
- Gong Hyun-joo jako Han Ji-hyun
- Lee Si-eon jako Oh Woo-sik, sekretarz Kang Min-ho.
- Park Yeong-gyu jako Kang Hyun-chul, wuj Min-ho.
- Ahn Suk-hwan jako Ma Tae-seok, przewodniczący związku zawodowego, ojciec Ma Dong-wooka
- Nam Myung-ryul jako Lee Jung-gu, ojciec Lee Joon-hee.
- Jo Eun-ji jako Na Ok-hyun, nazywana Wendy. Partnerka Ma Dong-wooka z policji, stara się odkryć jego mordercę.
- Kim Jung-suk jako dyrektor Yoon, pracuje w firmie Kang Hyun-chula
- Lee Soo-ji jako Oh Mi-roo, sekretarka, podwładna Kim Soon-jung.
- Jung Yoo-min jako Yoo Yoo-mi, sekretarka, podwładna Kim Soon-jung.

## Ścieżka dźwiękowa
| 순정에 반하다 OST Part 1 | 순정에 반하다 OST Part 1 | 순정에 반하다 OST Part 1 | 순정에 반하다 OST Part 1 |
| Nr                       | Tytuł utworu             | Muzyka                   | Długość                  |
| ------------------------ | ------------------------ | ------------------------ | ------------------------ |
| 1.                       | „Paradise” (파라다이스)  | Davink                   |                          |

| 순정에 반하다 OST Part 2 | 순정에 반하다 OST Part 2        | 순정에 반하다 OST Part 2 | 순정에 반하다 OST Part 2 |
| Nr                       | Tytuł utworu                    | Muzyka                   | Długość                  |
| ------------------------ | ------------------------------- | ------------------------ | ------------------------ |
| 1.                       | „Kkum-eun anigil” (꿈은 아니길) | Lee Young-hoon           |                          |

| 순정에 반하다 OST Part 3 | 순정에 반하다 OST Part 3 | 순정에 반하다 OST Part 3 | 순정에 반하다 OST Part 3 |
| Nr                       | Tytuł utworu             | Muzyka                   | Długość                  |
| ------------------------ | ------------------------ | ------------------------ | ------------------------ |
| 1.                       | „Madly”                  | Yoon Duk-won             |                          |

| 순정에 반하다 OST Part 4 | 순정에 반하다 OST Part 4 | 순정에 반하다 OST Part 4 | 순정에 반하다 OST Part 4 |
| Nr                       | Tytuł utworu             | Muzyka                   | Długość                  |
| ------------------------ | ------------------------ | ------------------------ | ------------------------ |
| 1.                       | „Oechinda” (외친다)      | Lee Yoon-chan            |                          |